# Karl-Josef Rauber
Karl-Josef Rauber (Núremberg, Alemania, 11 de abril de 1934-Ergenzingen, Rottemburgo del Néckar, 26 de marzo de 2023) fue un cardenal católico alemán y nuncio apostólico.

## Biografía
En 1950 obtuvo un diploma en el St. Michaels-Gymnasium de la Orden Benedictina en Metten, Baviera. A continuación, estudió teología y filosofía en la Universidad de Maguncia.
Fue ordenado sacerdote en la Catedral de Maguncia el 28 de febrero de 1959.
En 1962 se trasladó a Roma, donde obtuvo el doctorado en Derecho Canónico por la Pontificia Universidad Gregoriana, e ingresó en la Pontificia Academia Eclesiástica.
El 1 de octubre de 1966 entró en el servicio diplomático de la Santa Sede y trabajó en la Secretaría de Estado hasta 1977, llegando a ser el responsable de la sección alemana. Posteriormente trabajó en la nunciatura apostólica en Bélgica y Grecia, y en la Representación Pontificia en Uganda.

## Episcopado

### Nuncio Apostólico en Uganda
El 18 de diciembre de 1982, Juan Pablo II lo nombró Nuncio Apostólico en Uganda y Obispo titular de Giubalziana, con dignidad de arzobispo. 
Recibió la consagración episcopal el 6 de enero de 1983.
Después de su misión en Uganda, fue presidente de la Pontificia Academia Eclesiástica desde 1990 hasta 2003.

### Nuncio Apostólico en Suiza y Liechtenstein
El 16 de marzo de 2003 fue nombrado nuncio apostólico en Suiza y en Liechtenstein.

### Nuncio Apostólico en Hungría y Moldavia
El 25 de abril de 1997, asumió el cargo de nuncio apostólico en Hungría y Moldavia.

### Nuncio Apostólico en Bélgica y Luxemburgo
El 22 de febrero de 2003 fue nombrado nuncio apostólico en Bélgica y en Luxemburgo, concluyendo sus mandatos en junio-julio de 2009.

## Cardenalato
Fue creado y proclamado Cardenal por el papa Francisco en el consistorio del 14 de febrero de 2015, de la Diaconía de San Antonio de Padua en Circonvallazione Appia.
Como nuncio apostólico se ha enfrentado a retos difíciles para la Iglesia. En Uganda, por ejemplo, ha llevado a cabo su trabajo en los años en que surgía y se propagaba el SIDA, con consecuencias devastadoras para la población; en Suiza ha trabajado para superar las tensiones entre la diócesis de Chur y el obispo Wolfgang Haas; en Hungría ha gestionado la nueva etapa de las relaciones entre la Iglesia y el Estado después de la era comunista; en Bélgica ha trabajado en un contexto social y político no siempre fácil; y cuando en Bruselas se creó representación pontificia ante la Unión Europea, ha asumido el compromiso de armonizar con sensibilidad y dividir el trabajo entre las dos instituciones diplomáticas en suelo belga.
Falleció el 26 de marzo de 2023. Fue enterrado en el Cementerio Teutónico de la Ciudad del Vaticano.